# Асквит, Раймонд, 3-й граф Оксфорд и Асквит
Раймонд Бенедикт Бартоломью Майкл Асквит, 3-й граф Оксфорд и Асквит (англ. Raymond Benedict Bartholomew Michael Asquith, 3rd Earl of Oxford and Asquith; род. 24 августа 1952) — британский дипломат, наследственный пэр. Носил титул учтивости — виконт Асквит до тех пор, пока он не унаследовал титул пэра своего отца 16 января 2011 года. Графство Оксфорд и Асквит было создано для его прадеда по отцовской линии Герберта Генри Асквита, бывшего премьер-министра Соединенного Королевства (1908—1916).

## Ранняя жизнь
Родился 24 августа 1952 года в Лондоне. Старший сын Джулиана Асквита, 2-го графа Оксфорда и Асквита (1916—2011), и его жены Энн Паларет (1916—1998). Он был назван в честь своего деда по отцовской линии Рэймонда Асквита (1878—1916), ученого и армейского офицера, который был убит в бою во время Первой мировой войны.
Он получил образование в школе Фарли и колледже Амплфорт, а также получил степень бакалавра и последующую степень магистра (Oxon) в колледже Баллиол, Оксфорд.

## Карьера
Раймонд Асквит поступил на дипломатическую службу Её Величества в 1980 году в качестве карьерного дипломата и проработал там до 1997 года. Наряду с должностями в Лондоне в Министерстве иностранных дел и по делам Содружества и в Кабинете министров, он служил первым секретарем в посольстве Великобритании в Москве с 1983 по 1985 год и советником в посольстве Её Величества в Киеве с 1992 по 1997 год. Он был командиром станции МИ-6 в Москве и лично отвечал за эксфильтрацию офицера КГБ и британского агента Олега Гордиевского, спрятанного в его машине.
В 1992 году Асквит был назначен офицером ордена Британской империи за «дипломатические заслуги». Другие члены семьи, которые служили британскими дипломатами, включают его отца, его брата сэра Доминика Асквита (бывшего британского посла в Ираке и Египте) и его деда по материнской линии сэра Майкла Паларета.
В настоящее время он является директором компании Украинской корпорации, принадлежащей Дмитрию Фирташу, а также активно участвует в различных организациях, работающих или продвигающих благотворительную деятельность в Украине.
В октябре 2014 года, граф Оксфорд и Асквит был избран в Палату лордов на дополнительных выборах, чтобы заменить покойного лорда Метуэна (который умер в июле 2014 года) и сидеть как либерал-демократ, вместе со своей двоюродной сестрой, баронессой Бонэм-Картер на правительственных скамейках (либеральные демократы входили тогда в состав коалиционного правительства) в Палате лордов.

## Личная жизнь
В 1978 году Раймонд Асквит женился на писательнице и ученой Клэр Поллен (род. 2 июня 1951). У графа и графини Оксфорд и Асквита есть сын и четыре дочери.
- Марк Джулиан Асквит, виконт Асквит (род. 13 мая 1979), с 2008 года женат на Хелен Престин. У супругов родился один сын:
  - Джордж Ганнибал Асквит (род. сентябрь 2011);
- Леди Магдалина Кэтрин Асквит (род. 30 декабря 1981), муж с 2015 года Роберт Пиктон Сеймур Говард (род. 1971), сын сэра Дэвида Говарда Сеймура Говарда, 3-го баронета, и Валери Пиктон Кросс;
- Леди Фрэнсис София Асквит (род. 1984);
- Леди Селия Роуз Асквит (род. 1989);
- Леди Изабель Энн Асквит (род. 1991).

Сын, Марк Джулиан Асквит, виконт Асквит, является наследником семейных титулов.
Старшая ветвь семьи Асквит была католической, так как Кэтрин Асквит (мать 2-го графа) обратилась после смерти своего мужа. Мать лорда Оксфорда была католичкой, как и его жена.